# Dubbning (ceremoni)

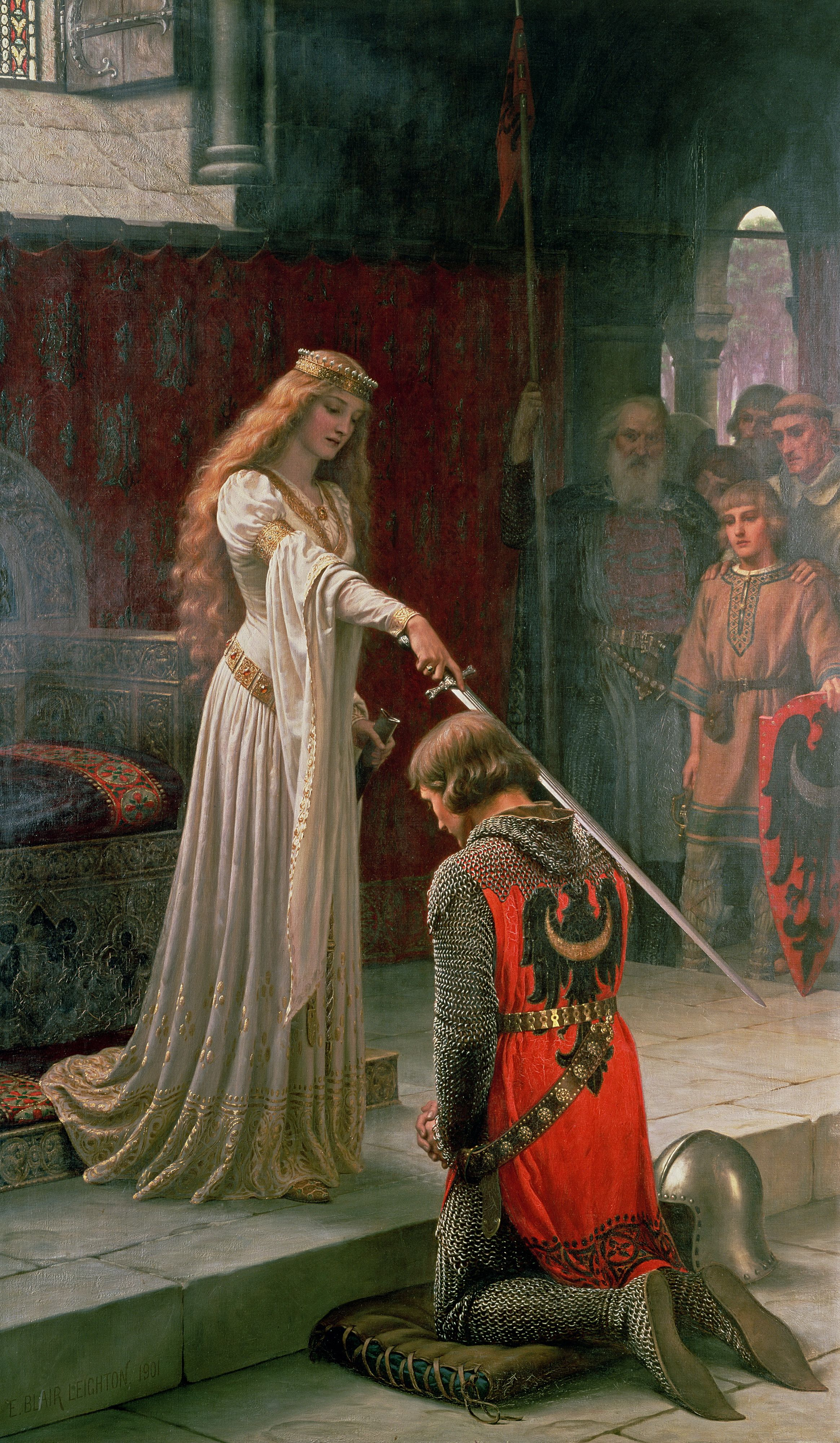
En man i ringbrynja som blir dubbad. Oljemålning av Edmund Blair Leighton från 1901.

Dubbning eller riddarslag är den ceremoni genom vilken en person utses till riddare.
Det kan till exempel innebära att vederbörande får ett slag på axeln/halsen med den flata sidan av ett svärd (kallas ackolad).
I Sverige är dock den formella benämningen upphöjning, dvs. att den regerande monarken "upphöjde" en person till till exempel friherre, riddare eller greve. Detta skedde vanligen genom att personen erhöll ett adelsbrev.